# Эстор, Иоганн Георг
Иоганн Георг Эстор (нем. Johann Georg Estor; 6 июня 1699 или 8 июня 1699, Швайнсберг, Гессен — 25 октября 1773, Марбург, Гессен) — немецкий теоретик публичного права, историк и коллекционер книг.

## Биография
Иоганн Георг Эстор родился 6 июня 1699 года в городе Штадталлендорф, Германия. Он был сыном Иоганна Генриха Эстора, цирюльника и хирурга, и Маргареты Доротеи Шмидт. Эстор получил образование в университетах Гиссена, Галле и Йены. В 1723 году он получил докторскую степень по праву в университете Галле.
В 1724 году Эстор был назначен профессором истории и права в университете Гиссена. 
В 1726 году он был назначен профессором истории и права в университете Йены. 
В 1742 году он был назначен профессором истории и права в университете Марбурга.
Эстор был одним из ведущих теоретиков публичного права в Германии в XVIII веке. Он был сторонником идеи о разделении властей и о верховенстве закона. Эстор также был историком и коллекционером книг. Он был автором нескольких исторических трудов, в том числе "Истории города Марбурга" (1746) и "Истории города Гиссена" (1750). Он также собрал обширную коллекцию книг и рукописей по истории, праву и литературе.
Эстор скончался 25 октября 1773 года в городе Марбург и был похоронен в родном Швайнсберге.

### Научная деятельность
Основные работы Эстора по теории публичного права:
- "О разделении властей" (1726)
- "О верховенстве закона" (1732)
- "О конституции Германии" (1742)

Эстор также был автором нескольких исторических трудов:
- "История города Марбурга" (1746)
- "История города Гиссена" (1750)